# 佐々木の将人
佐々木の 将人（ささきの まさんど、佐々木将人、1929年〈昭和4年〉2月1日 - 2013年〈平成25年〉2月15日）は、日本の合気道家、神道家。山蔭神道上福岡斎宮（埼玉県ふじみ野市）宮司、合気道神明塾塾頭。合気道（合気会）八段。雅号は、乾舟（けんしゅう）。

## 略歴
1929年（昭和4年）山形県長井市成田に生まれる。太平洋戦争（大東亜戦争）下の小学生の頃特攻隊への入隊を目指し陸軍幼年学校を受験するが失敗、14歳で徴用により動員され、名古屋の三菱重工で飛行機の部品（ネジ）製造業務に就き、そこで終戦を迎える。戦後、大工となったが、19歳の時、飛んできた釘が当たって左目を失明する。その後は古本屋・黒板塗り・闇米売りなど、あらゆる仕事で食いつなぐ。
1950年（昭和25年）、警察予備隊に入隊。2年後退職し、その時の退職金で中央大学経済学部に入学。中央大学経済学部卒業後。弁護士・政治家を目指し同大学院法学部に進む。同大学院法学部専攻科修了。大学院修了後、防衛庁に入庁、事務官となり、1954年（昭和29年）、防衛庁で行われた合気道演武を見学した際、演武を行った師範に指名を受け投げられたのをきっかけに合気会本部道場に行き、そこで植芝盛平に出会い「顔に惚れ」て入門。
間もなく防衛庁を退職し、日本最初のスパイ養成学校を企図し「産業防衛学院」を設立するが、その時起こった浅沼稲次郎暗殺事件の影響でマスコミに批判的に取り上げられ、更にCIAにも危険視されるなど種々の圧力のため廃校に追い込まれる。学院設立時の借金もあり山中へ逃亡、潜伏生活を送り、その間滝行などを行ったという。この頃、中村天風に出会い、師事する。中村に勧められたことをきっかけに、合気道修行に本格的に取り組み、植芝盛平の付き人として約6年仕える。神社を訪れる際には、なぜか必ず佐々木が付き添ったという。この頃、自民党の当時幹事長であった大平正芳の依頼で、マブチモーターの労働争議に着物姿で単身乗り込み、労組側と直談判し解決したこともあった。その時の報酬100万円でスパイ学校の借金を完済した。
その後は合気道師範として活動。植芝盛平直伝の合気道師範の一人として、各地で指導に当たる。また「佐々木説法」と呼ばれる独自の日本文化論・人生論についての講演活動で全国を行脚する。中華民国（台湾）支援活動で山蔭神道管長 山蔭基央と出会い交誼を結び、神道教授としてパリに2度派遣される。1983年（昭和58年）、東京ディズニーランド開設にあたり、剣祓いの神官として修祓を行う。

## エピソード
- 「武道の極意は姿勢と間合い」を信条とする。
- 事故で左目を失明しているため、本来なら警察予備隊への入隊は不可能だが、入隊試験の視力検査の際、右目の検査が終ったあとに左目を抑えたまま遮眼子（片目を覆う器具）を右手から左手で持ち替えたままなお右目で左目の分の検査を続け、それに試験官が気付かず合格となった[6]。
- マブチモーター労働争議解決の際は、終戦直後路上の古本叩き売りで培った口上と度胸が役立ったという。
- 合気会本部道場で長らく指導師範を務め、土曜日の一般クラスを担当した。重厚かつ冴えのある技術と分かりやすい解説、また同時に軽妙洒脱なユーモアと苦労人としての人生経験に裏打ちされた独自の精神講話で人気を集めた。武道の稽古でありながら佐々木の担当クラスでは常に笑顔と笑い声が絶えず、時には一時間の稽古時間全てを講話で終わることもあった。稽古の締めは佐々木が「明るくなければ合気じゃない。笑え！」と唱え稽古者全員で「わははははは」と大笑するのが決まりだった。2004年（平成16年）に勇退[7]。

## 著書・映像

### 著書
- 『パリの神道』 白馬出版、1979年、ASIN B000J8FPTY。
- 『日本人よ母心に帰れ －「文明病」から立ち直るために』　ぱるす出版、1989年、ISBN 978-4827601381。
- 『中村天風先生「一言」時に一生を救う』　大和出版、1995年、ISBN 4804713638。
- 『生きる―心に光を』　小林出版、1994年、ISBN 4875960077。
- 『中村天風先生 人生を走れ!―禍いを転じて福となす24の成功鉄則』　大和出版、1996年、ISBN 4804713972。
- 『何かあるのが人生だ―運命をひらく「天風哲学」35の実践』　大和出版、1997年　ISBN 4804714413。
- 『人生、良いも悪いもどんとこい！－ 明るくなければ人生じゃない』　ロングセラーズ、1998年、ISBN 978-4845411511。
- 『数霊のメッセージ―内なる神とつながる生き方』　大和出版、1999年、ISBN 4804760717。
- 『心は宇宙の鏡―いま見えてきた「グラヴィトン」の時代』　成星出版、2000年、ISBN 4883980308。
- 『人生山河ここにあり』　マネジメント伸社、2001年、ISBN 978-4837804048。
- 『佐々木将人の悠々人生』　ぱるす出版、2009年、ISBN 978-4827602159。
- 『開祖の横顔―14人の直弟子が語る合気道創始者・植芝盛平の言葉と姿』　BABジャパン、2009年、ISBN 4862204317。
  - インタビュー収録：第一回 佐々木の将人「顔だね、開祖の仙人のような顔に惚れました。」

### 映像

#### DVD
- 『武―融合への祭典』　合気ニュース、ISBN 4900586463。
  - 2004年11月28日に開催された「季刊『合気ニュース』創刊30周年　第七回友好演武会」における佐々木の演武を収録。
- 『神武一道 -植芝盛平直伝の技と山蔭神道剣祓』　BABジャパン、2008年2月、ISBN 978-4894228986。